# Карпітус
Карпітус (рум. Carpitus) — село у повіті Харгіта в Румунії. Адміністративно підпорядковане місту Беїле-Тушнад.
Село розташоване на відстані 187 км на північ від Бухареста, 27 км на південь від М'єркуря-Чука, 55 км на північ від Брашова.

## Населення
За даними перепису населення 2002 року у селі проживали 19 осіб, з них 18 осіб (94,7%) угорців. Рідною мовою 18 осіб (94,7%) назвали угорську.